# Parastenocaris germanica
Parastenocaris germanica is een eenoogkreeftjessoort uit de familie van de Parastenocarididae. De wetenschappelijke naam van de soort is voor het eerst geldig gepubliceerd in 1936 door Kiefer.